# الدوري السويدي الدرجة الثانية 1978
الدوري السويدي الدرجة الثانية 1978 (بالسويدية: Division II i fotboll 1978)‏ هو موسم من الدوري السويدي الدرجة الثانية. فاز فيه IFK Sundsvall ‏.